# スティーブンズ島 (ヌナブト)
スティーヴンズ島 (Stephens Island) は、カナダ・ヌナブト準州にある北極諸島の一島である。コルクトゥー湾のちょうど北にあるミルン海峡に位置する、バフィン島の海岸近くの不規則な形をした島である。